# Карпатський університет імені Августина Волошина
Карпатський університет імені Августина Волошина — приватний заклад вищої освіти в Ужгороді, Україна.

## Історія
Заснований 20 квітня 2001 року як Українська богословська академія імені святих Мефодія та Кирила. Засновник і власник - Бедь Віктор Васильович, єпископ Мукачівський і Карпатський Православної Церкви України. З 2006 року установа має сучасну назву і статус. Університет здійснює навчання студентів за програмами на рівні бакалавр та магістр за спеціальностями: богослов'я, філософія, психологія, фінанси, банківська справа та страхування, право. Функціонують програми подвійного диплома з польськими та швейцарськими вузами, аспірантура, військова кафедра та ін.
У 2015-2016 роках мали місце деякі перестановки серед кадрів Карпатського університету. Так, 14 серпня 2015 року, через хіротонію Віктора Бедя на єпископа Мукачівського і Карпатського та призначення керуючим Карпатської єпархії УАПЦ, виникла необхідність провести перерозподіл обов’язків серед посадових осіб університету і академії, з метою належного і ефективного управління вищими начальними закладами.
З цією метою, зокрема, в Карпатському університеті уведено посаду віце-ректора, яку зайняла Сіка Валерія Василівна - доктор філософії, доцент кафедри фінансів та економіки КаУ, а також призначені проректори КаУ: 
- Гайданка Євгеній Іванович - проректор з наукової та методичної роботи КаУ, доктор філософії, кандидат політичних наук, доцент;
- Шимко Олена Володимирівна - проректор з міжнародних питань КаУ;
- Лугош Лариса Миколаївна - проректор з економічних питань, декан гуманітарно-економічного факультету, доктор економічних наук;
- Дуб Марина Іванівна - проректор з навчальної роботи КаУ, доктор економічних наук, доцент.

Помічником ректора з духовно-патріотичного виховання був призначений старший викладач Михайло Павлович Мірецький, кандидат богослов'я (доктор філософії), доцент кафедри бібліїстики та історії церкви КаУ, випускник заочного відділення КДА 2008 року.
27 вересня 2022 року ректорат Карпатського університету обрав професора єпископа Віктора (Бедя) на новостворену посаду президента, увільнивши його з посади ректора; тоді ж ректором університету обрали професора Марину Дуб, увільнивши її з посад проректора з навчальної роботи та директора коледжу. Дуб Марина Іванівна, 1979 року народження, за першою освітою - математик, з 2010 року займала посаду завідуючої студентським відділом та докторантурою УУБА, також у цей час згадувалася як магістр фізико-математичних наук, викладач кафедри інформаційних технологій та аналітики Карпатського університету; паралельно здобула в Карпатському університеті додаткову освіту за спеціальностями "психолог" (у 2012 р.) і "теолог" (у 2017 р.), з 2015 року працювала проректором університету.

## Критика КаУ та УУБА з боку Андрія Кураєва
У 2009 році Кураєв звинуватив Бедя та його вуз у корупції.
Через цей допис Кураєва сам Бедь звернувся зі скаргою до Володимира (Сабодана).

## Структура
- Гуманітарно-економічний факультет. Основою для нього став економічний факультет КаУ, першим деканом якого був Роман Ілліч Молдавчук.
- Інститут міжнародної освіти (директор - Драшковці Арпад-Роберт Арпадович, голова Закарпатського обласного громадсько-патріотичного об'єднання "Український вибір", ставленик Віктора Медведчука).
- Науково-дослідний інститут філософії, богослов'я та аналітики (директор - Артьомова Майя Георгіївна)
- Науково-дослідний інститут державотворення та публічного управління (директор - Токар Маріан Юрійович, відповідальний редактор наукового журналу "Українське державотворення")
- Науково-дослідний інститут українських національно-визвольних змагань (директор - Вчорашня Антоніна Іванівна)
- Науково-дослідний інститут психології, реабілітації та інклюзії (директор - Сивній Наталія Федорівна)
- Науково-дослідний інститут освіти дорослих та безперервної освіти (директор - Басараб Михайло Михайлович)
- Науково-дослідний інститут політичного менеджменту та маркетингових досліджень (директор - Басараб Михайло Михайлович)
- Науково-дослідний інститут стратегічних та політико-правових досліджень (директор - Бедь Віктор Васильович)
- Науково-дослідний інститут української духовної культури (директор - Жабляк Марія Дмитрівна)
- Науково-дослідний інститут  менеджменту туристичного і готельного бізнесу (директор - Ярема Олена Миколаївна, яка до 2022 року працювала деканом економічно-гуманітарного факультету)
- Ужгородський гуманітарно-економічний професійний коледж імені Августина Волошина (офіційно існує з 2015 року, директорами були Сивній Наталія Федорівна, Якименко Олена Сергіївна, Бедь Наталія Михайлівна, Дуб Марина Іванівна, та з 2022 року - Андрусь Тетяна Михайлівна).

## Кафедри
Першими кафедрами цього вузу були наступні:
- Кафедра філософії та гумонітарних наук (з 2009 року)

Завідувач - Вікторія Борисівна Халамендик, доктор філософських наук, професор.
Заступник завідувача кафедри: Хоменко Тетяна Іванівна, доктор філософії, професор
Артьомова Майя Георгіївна, доктор філософії, професор
Хоменко Олександр Васильович, кандидат філософських наук, доцент
Андрусяк Іван Іванович, кандидат філософських наук, доцент
Грядунова Лариса Іванівна, кандидат філософських наук, доцент
Левкулич Василь Васильович, кандидат філософських наук, доцент
Мателешко Юрій Павлович, кандидат історичних наук, доцент
Якоб Марія Михайлівна, кандидат філософських наук, доцент
Гайданка Євген Іванович, магістр політології, старший викладач
Шикула Юрій Михайлович, магістр філософії, старший викладач 
- Кафедра бібліїстики і теоретичного богослов'я (з 2009 року)

Завідувач - Сергій Васильович Урста, доктор богослов'я, доцент.
Заступник завідувача кафедри: Шутко Федір Олексійович, доктор богослов'я, в.о. доцента
Високопреосвященнійший Анатолій (Гладкий), Архієпископ Сарненський і Поліський, доктор філософії, доцент
Високопреосвященнійший Георгій (Странський), Архієпископ Михайлівський і Кошицький Православної Церкви Чеських земель та Словаччини, магістр богослов'я
Архімандрит Василій (Садварій), доктор богослов'я, професор
Архімандрит Гавриїл (Кризина), доктор богослов'я, професор
Ігумен Агапіт (Юрков Олексій Олексійович), доктор богослов'я, кандидат медичних наук, доцент. Після анексії Кримського півострова 2014 року переїхав з Одеси до міста Севастополя, де вже проживав його духівник - архимандрит Паїсій (Дмоховський).
Протоієрей Сергій Скубченко, доктор богослов'я, в.о. доцента
Ієрей Володимир Лушпин, магістр богослов'я, старший викладач
Диякон Віталій Апшай, кандидат богослов'я, доцент 